# João Florentino Meira de Vasconcelos
João Florentino Meira de Vasconcelos (c. 1815 — 10 de março de 1892) foi um juiz e político brasileiro. Foi deputado geral, ministro da Marinha, presidente de província e senador do Império do Brasil de 1880 a 1889.
Foi presidente da província de Minas Gerais, nomeado por carta imperial de 26 de fevereiro de 1881, de 5 de maio a 12 de dezembro de 1881.